# Mordellistena dolini
Mordellistena dolini là một loài bọ cánh cứng trong họ Mordellidae. Loài này được Odnosum miêu tả khoa học năm 2005.